# Ruta montana
La ruda montesina (Ruta montana) es una planta fanerógama  de la familia Rutaceae.

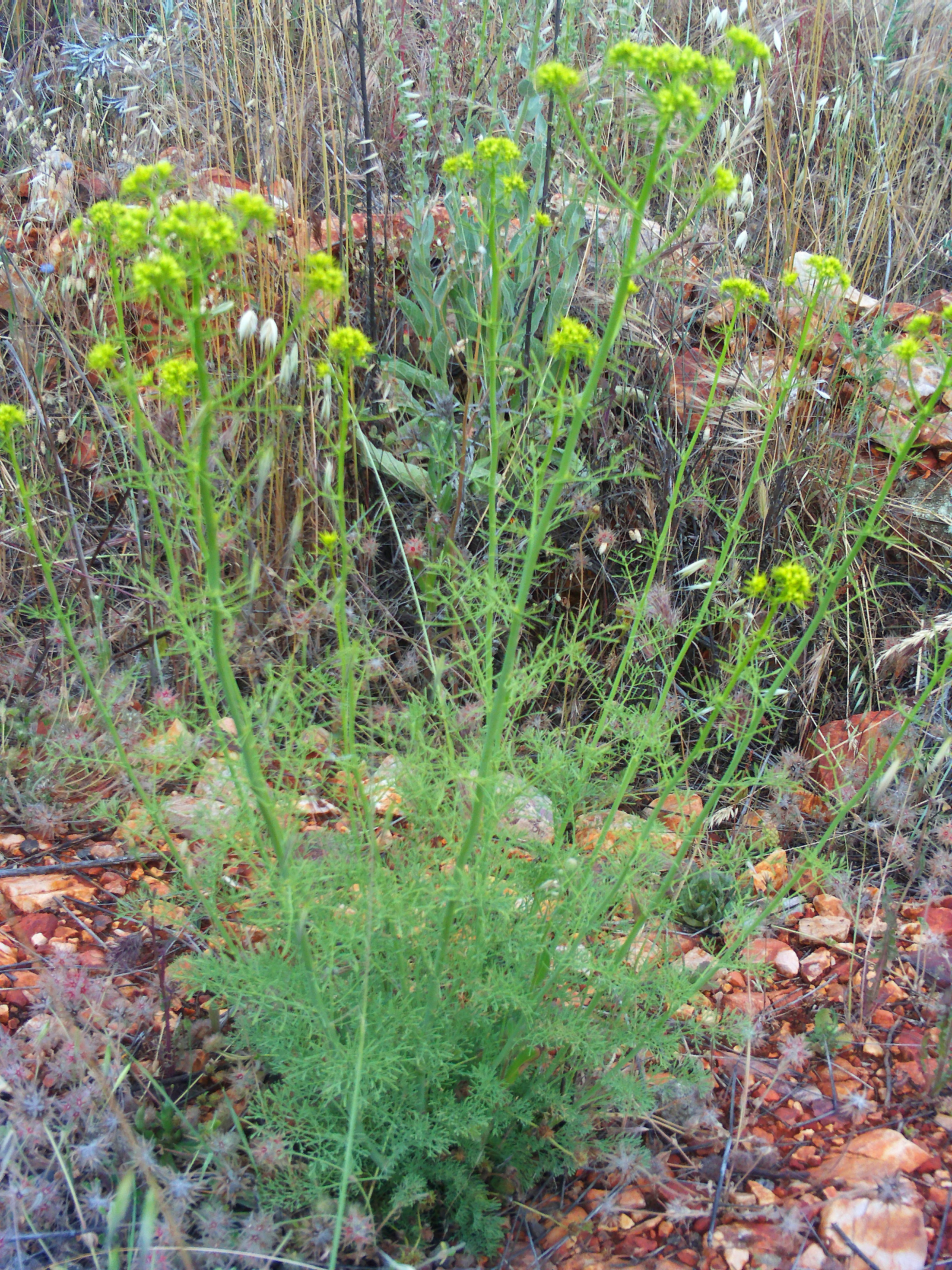
Vista de la planta

## Descripción
Planta fuertemente aromática, algo azulada, sin pelos, algo leñosa por abajo, de 25-70 cm, con hojas divididas profundamente dos o tres veces, formando segmentos alargados y muy finos. Las flores son primaverales, amarillas, poco abiertas, de menos de 1 cm, agrupadas densamente al extremo de las ramas, con 4 pétalos de borde algo ondulado en su punta. Es una planta venenosa, abortiva, medicinal reputada, aunque no tanto como alguna otra especie de su mismo género. Su aroma, que desagrada a muchas personas, permanece en las manos después incluso de ser lavadas.
Cápsulas de 1,5-3mm, con pedicelo corto y 4-5 lóbulos muy marcados. Florece y fructifica de primavera a verano.

## Distribución y hábitat
Localidades dispersas desde Portugal y noroeste de África hasta Turquía. Ausente de las islas excepto de las Baleares.
Habita en matorrales y pedregales soleados.

## Usos tradicionales
Está indicada en lo referente a la circulación sanguínea, como pueden ser varices, edemas, complicaciones de flebitis, hemorroides, fragilidad capilar, gota, etc. No obstante no debe administrarse por vía oral sin supervisión.[cita requerida]
Esta planta provoca fotosensibilidad, y hay que ser muy precavido antes de tocarla ya que puede generar graves quemaduras solares si se extiende por nuestra piel.

## Taxonomía
Ruta montana fue descrita por Carlos Linneo y publicado en Amoend. Acad. 3: 52 (1756)
Citología
Número de cromosomas de Ruta montana (Fam. Rutaceae) y táxones infraespecíficos: 2n=36. y 2n=40.
Etimología
Ruta: nombre genérico antiguo de la "ruda".
montana: epíteto latíno que significa "de la montaña".
Sinonimia
- Ruta graveolens var. montana L.[8]
- Ruta sylvestris Mill.[9]

## Nombre común
- Castellano: hierba de la pesadilla, mala lanua, rua, rúa, ruda, ruda agreste, ruda de los montes, ruda de monte, ruda de sardonedo, ruda montana, ruda montés, ruda montesina, ruda pestosa, ruda salvaje, ruda silvestre, ruda silvestre española.[9]